# Go Rest High on That Mountain
«Go Rest High on That Mountain» — песня американского кантри-певца Винса Гилла, вышедшая 28 августа 1995 года в качестве шестого сингла с его седьмого студийного альбома When Love Finds You (1994). Автором песни был сам Винс Гилл, который посвятил её памяти известного кантри-музыканта Кейта Уитли (Keith Whitley; 1955-1989). Продюсером выступил Тони Браун.
Песня получила несколько номинаций и наград, включая CMA Awards в престижной категории «Лучшая песня года» (Song of the Year) и 2 премии на Грэмми-1996.

## История
Винс Гилл начал писать песню после смерти известного кантри-музыканта Кейта Уитли (Keith Whitley), который умер в 1989 году в возрасте 33 лет. Однако, песню не закончил и продолжил работу над ней несколько лет спустя, вслед за смертью своего старшего брата Боба, произошедшей в 1993 году от инфаркта. Участниками бэк-вокала во время записи стали известные кантри-музыканты Рикки Скаггс и Патти Ловелесс.
Песня стала лучшей кантри-песней года на церемонии Грэмми.
2 мая 2013 года на похоронах кантри-звезды и ветерана стиля Джорджа Джонса в Opry Hall Винс Гилл дуэтом вместе с Патти Ловелесс спел несколько строчек из этой песни, но в основном они играли мелодию на гитарах.

## Награды и номинации
Источник:
| Награда    | Категория                                 | Результат |
| ---------- | ----------------------------------------- | --------- |
| Грэмми     | Лучшая кантри-песня                       | Победа    |
| Грэмми     | Лучший мужской кантри-вокал               | Победа    |
| CMA Awards | Песня года (Song of the Year)             | Победа    |
| CMA Awards | Сингл года (Single of the Year)           | Номинация |
| CMA Awards | Вокалист года (Male Vocalist of the Year) | Номинация |
| CMA Awards | Видеоклип года (Music Video of the Year)  | Номинация |

## Чарты

### Еженедельные чарты
| Чарт (1995)                        | Высшая позиция |
| ---------------------------------- | -------------- |
| Канада Canada Country Tracks (RPM) | 7              |
| США (Billboard Hot Country Songs)  | 14             |

### Итоговые годовые чарты
| Чарт (1995)                        | Позиция |
| ---------------------------------- | ------- |
| Канада Canada Country Tracks (RPM) | 74      |